# 都市設計
都市設計（としせっけい、英語：urban design）とは、都市または都市部の設計。ただし都市計画よりも詳細であり、2次元（平面線形）のほか3次元空間を扱う。建築設計が建築物の外部構造と内部構造を設計するのに対し、都市設計では外部構造や建築間の公共空間を主な対象としているとされる。
なお、都市設計のほかに、都市デザイン、またはアーバンデザインという分野もあり、それぞれ英訳はurban designとなるが、田村明は自身の著書で、都市設計は、都市デザイン、またはアーバンデザインとは別のものとして扱っている。都市設計と呼べるのは、郊外の住宅団地開発などで、開発事業者、住宅公団などが複数の住棟を1人の計画者や設計者にデザインをさせるというもの、また、大阪駅前の都市改造例のような都市再開発で複数の建築になっているが基本的には単一の事業主体がやるもの、新宿副都心のような土地区画整理事業の宅地分譲のごとく計画論的に公開空地を取り超高層建築物を建てるという約束事で実施されたもの、が該当しえる。
用語「都市設計」はむしろ大学の科目・講義名で使用されている。

## 都市設計のあらまし

### 都市設計関連制度
日本における法整備状況、実施事業などの取組み等は都市計画の項にもあるとおり種々あり、自治体レベルでも開発条例や要綱、最近では街並み景観に関して、自治体等の条例のほか、いわゆる景観緑三法（景観法ほか）による景観の整備、建築物や屋外広告物のデザイン規制、都市内の緑化等を推進する法律が定められた。電線類地中化による電線類の除去および街路のデザインの推進事業は、日本の都市現状をよく表している。
土地区画整理事業運用指針は平成12年4月の地方分権一括法（地方分権の推進を図るための関係法律の整備等に関する法律「平成11年法律第87号」の施行に伴い、既存の旧都市局関係の通達等は技術的助言として取り扱い、法令の根拠に基づかない事務の義務づけは拘束力を有しないものとなった。かつての土地区画整理設計標準についても社会経済情勢の変化により旧来より使用されていなかったことで、廃止が明確化されている。
交通関連では古くから道路法,道路交通法などがあげられるが、近年は交通バリアフリー事業を推進するに当たり、高齢者、身体障害者等の公共交通機関を利用した移動の円滑化の促進に関する法律が制定され、道路や駅構内などの公共空間のデザインを規定している。
港湾では 都市計画とは別に臨港地区の土地利用規制がある｡
歴史的景観に関しては、文化財保護法に基づく伝統的建造物群保存地区などがある。
国土交通省（旧建設省所管）の市街地のまちづくり活性事業においては、つぎの施策をそろえて、都市設計を実施している。
- 住宅街区整備事業（都市局都市再開発課）　-　大都市地域における住宅及び住宅地の供給の促進のため、土地区画整理事業に準ずる事業
- 新都市基盤整備事業（建設経済局宅地開発課）　-　大都市周辺の新都市の基盤を整備し大都市の人口集中、宅地需要の緩和と大都市圏の秩序ある発展
- 都市再開発関連公共施設整備促進事業（都市局都市再開発課）
- 流通業務団地造成事業（流通業務市街地の整備、都市局都市再開発課）
- 田園居住区整備事業（都市局区画整理課）
- 街区高度利用推進事業（都市局区画整理課）
- 立体換地促進事業（都市局区画整理課）
- 新市街地土地利用転換促進事業（都市局区画整理課）
- 都市景観形成モデル都市制度（都市局都市計画課）
- うるおい・緑・景観モデルまちづくり制度（都市局都市計画課）
- 多機能交流拠点整備事業（にぎわい交流拠点整備事業、都市局都市計画課）
- 商業地域振興整備事業（住宅局市街地建築課）　-　中心商店街の停滞は重要な都市問題となっているため魅力と賑わいのある商業地域の整備を総合的、一体的に推進
- 商業市街地振興施設整備事業
- 都市・建築景観整備事業（住宅局市街地建築課）
- 地域冷暖施設整備事業（住宅局住宅生産課）
- 民間都市開発事業（都市局都市政策課）
- 地方都市開発整備事業（都市局都市政策課）　-　大都市からの人口、産業の分散と地域の開発発展を図るため地域社会の経済、文化の中心となる都市の開発整備
- 地方都市中心市街地活性化支援制度（都市局都市政策課） 
  - 地方都市中心市街地活性化計画（シェイプアップ・マイタウン計画）　-　うるおいと活力のある地方都市づくりのために都市の顔である中心市街地を対象に、都市の個性、独自性を活かし、民間活力を活用しつつ、公共施設等の整備を総合的・一体的に実施し都市の総体的魅力と活力を図る計画を地方公共団体から募り、全国の模範となる優れた計画を選定して所管事業を積極的に推進
  - 地方都市中心市街地活性化事業/都市中心市街地活性化事業　-　地域全体の産業活動が停滞している地域等地方都市の中心市街地において活性化センタ等の地域活性化施設を整備することにより地方都市中心市街地の活性化を促進

### 都市設計における道路整備
道路法(昭和27年法律第180号)第24条では、道路管理者以外の者が道路に関する工事を行う場合に道路管理者の承認を受けることと定めており、土地区画整理事業で道路に関する工事を行う場合も同様である。このため、事務取扱要綱などで事業施行者は設計協議図書を作成し、道路管理者と設計協議を行い、その承認を得なければならない旨を定めている。 幹線道路は自治体が整備するものと、事業者が土地区画整理事業で整備するものがあり、事業者が整備する幹線道路については通常造成工事の協議等に関する協定の事務取扱上の必要な基準を定めた事務取扱要領に掲げる。
宅地開発地区内などの区画道路の設計協議は、宅地造成等規制法（昭和36年法律第191号）に基づき地区全体で協議がなされるものであるが、幹線道路の整備は基本的に道路管理者が事業者となって進めていくもの、設計協議は行い、「土地区画整理事業等の施行区域内道路に関する事務取扱要綱」などで定める土地区画整理事業で行うものとあり、地区内の都市計画道路の多くは、通常自治体が事業認可を取得し、国庫補助事業として事業者へ工事を委託して整備している。道路は、事業施行者による土地区画整理事業で整備されているものは、事業施行者が道路の使用開始などを決定する。道路の使用開始は、土地区画整理事業の進ちょくに合わせて事業施行者の判断において行われるものであり、自治体への移管手続が完了するまでは事業施行者が管理することとなっている。道路の使用開始の際に事業施行者から自治体への協議、通知等は行われない。地区が広域の場合宅地造成工事が完了した区域から段階的に宅地の使用収益の開始を行っていく。そのため、宅地造成工事中でも事業区域の一部には人が住み始めるという状況や、事業開始時から既存の住民が事業区域内で生活をする場合もある。それら住民の交通の便を確保するために工事の進ちょく状況及び範囲並びに住民の安全性を考慮しながら道路の使用開始及び一時的な使用停止を日常的に行うことや、工事中の道路であっても必要に応じて一部分の使用開始も行う。実施機関は、地区内の区画道路の設計協議は、宅地造成等規制法に基づき地区全体で協議がなされる。
協定で道路、擁壁、及び防災措置等の設計等は設計指針や標準構造図によるものとされるが、これによりがたい場合は自治体の関係局と協議することや、他の定めがある場合その定めによるなどの規定を設けるほか、事務取扱要領などにおいて造成協定を実施する際の事務取扱上の必要な基準を定める。そうした施設の設計指針及び標準構造図は、宅地造成等規制法第11条の規定に基づく協議で事業者と自治体間で協議され、道路などの施設整備は協定などにより、協議済みである設計指針及び標準構造図によるものと定められる。したがって、通常設計協議は行われない。設計協議が必要な場合とは協議で協議済みである設計指針及び標準構造図によらない場合であるが、事務取扱要領などで具体的な設計協議対象が掲げられている場合や、区画道路の整備については定まっていない場合等さまざまである。したがって、事務取扱要領などにおいては全体協議を申し出る際に道路設計指針及び道路標準構造図を添付図書とすることを定め、設計指針及び標準構造図が添付される。要領によってはさらに地区界道路の整備、取付け道路の整備、道路照明施設、占用物件、道路構造物としての擁壁及び歩行者専用道路の整備等が規定される。国庫補助事業として築造又は整備する道路構造物や擁壁についても、設計協議の対象として規定されていることがある。

### 都市要素の概念と都市設計
都市要素の概念は多々あるが、これは研究者等が都市というものを分析、解析した結果としての概念が語られているものである。たとえばゲシュタルト心理学上の概念に、「図と地」というものがあり、地図をみるときには多くの場合建築物を「図」、その他の街路などを「地」と認識し、良い都市では街路などを「図」として認識できると言われている。通常、建物内にて生活を行っている際には建築物が「図」となるが、日曜日や祭りの時など、街路に人が集まるとき、街路が「図」となったと認識される。
また人がその地を歩く時などに目安にするものを「ランドマーク」といい、実際に見えていなくても、常に認識されているものとされる。その地を表すのに用いなければならない表現の数を「多様性」といい、多様性があるほうが活気があることが多く、ゾーニングなどにより単純化され、多様性を失った地は活気に欠けることが指摘されている。閉じた公共空間を「エンクロージャー」といい、広場などで、三方または四方が建物で囲まれている空間。また、そこに至る道が少なくまた空間の角が多いほど閉じた感覚が大きくなるとされる。
日本でも古来から続く独特の設計技法があり、都市の町割りをするとき、主要街路のビスタを近傍の目立つ山に当てる「山あて」という、町のいたるところで山が見え、目印になるように、道路や水路を設けていく手法が知られている。類似のものに、海洋開発では漁師が山や岩、松などの位置から良い磯の場所を決める「山しめ」という方法がある。ほかに基盤目に区画された条坊（じょうぼう）道路網の設計手法、城下町の防御的デザインとしての鍵型街路、天守閣を見通す街路配置、町と筋の配置によるタテ型・ヨコ型配置、同心円配置、モジュール状道路配置や多角形など幾何学形態の使用、城郭・寺院という施設配置手法などがあげられる。
住宅地開発では、20世紀初めに欧米で田園都市運動が開始されると従来の建築条例にもとづく単調な敷地割りに対する反省から欧米のニュータウン、郊外住宅地の設計にはさまざまな工夫が凝らされるようになるが、その重要な手法が曲線状街路、自動車の転回が可能な袋小路「クルドサック」cul-de-sac、道路沿いの緑地「ロードベイ」road-bay、小緑地（オープンスペース）の形成である。クルドサックやロードベイを採用すると住宅地に緑のオープンスペースが増加し、通過交通が入り込まない閑静でセミパブリックな空間を生じさせることができる。ただし日本においては求積や換地設計の面倒さから曲線状の街路やクルドサックについてはほとんど使用されてこなかったし、むしろ公共減歩の減少が求められてきた経緯がある。